# Edith Marie Raadts
Edith Marie Raadts ( 3 de diciembre de 1914 - 2004 ) fue una botánica alemana, hija del Dr. Joseph Kaufmann y de Johanna Raadt Raadt (soltera Laakmann).

## Algunas publicaciones
- 1947. Über den Einfluss auf der Ascorbinsäure Auxinaktivierung morir. Naturwiss. 34(11): - Naturwiss. 34 (11): 344-345. 344-345
- 1948. Über den Einfluss der Ascorbinsäure auf die Auxinaktivierung. Planta 36: 103-130
- 1952. Über den inaktiven Wuchsstoff der Haferkoleoptile. Planta 40: 419-430
- 1952. Söding, H.; Raadts, E. Über die Leitung des Heteroauxins in der Haferkoleoptile. – Ber. Deutsch. Bot. Ges. 65: 93-96
- 1953. -----, -----. Über das Verhalten des Wuchsstoffes der Koleoptilenspitze gegen Säure und Lauge. Planta 43: 25-36
- 1956. -----, -----. Chromatographische Untersuchungen über die Wuchsstoffe und Hemmstoffe der Haferkoleoptile. pp. 52-56 in: Wain, R. L. & Wightman, F. (ed.), The chemistry and mode of action of plant growth substances: Proceedings of a symposium held at Wye College (University of London) julio de 1955. Londres
- 1957. Raadts, E.; Söding, H. Chromatographische Untersuchungen über die Wuchsstoffe der Haferkoleoptile. Planta 49: 47-60
- 1981. Über zwei arabische Kalanchoë-Arten (Crassulaceae). Willdenowia 11: 327-331
- 1983. Cytotaxonomische Untersuchungen an Kalanchoë (Crassulaceae): 1. Kalanchoë marmorata Baker und 2 neue Kalanchoë-Arten aus Ostafrika. Willdenowia 13: 373-385
- 1985 [“1984”]. Acanthaceae (p. 53-67), Agavaceae (p. 506-507), Alismataceae (p. 508), Amaryllidaceae (p. 508-511), Araceae (p. 511-517), Dioscoreaceae (p. 566-570), Hydrocharitaceae (p. 649), Hypoxidaceae (p. 649), Iridaceae (p. 649-651), Lemnaceae (p. 651-652), Liliaceae (p. 652-660), Najadaceae (p. 664), Pontederiaceae (p. 684-685), Typhaceae (p. 685). En: Brunel, J. F., Hiepko, P. & Scholz, H. (ed.), Flore analytique du Togo. Phanérogames. – Englera 4. Cytotaxonomische Untersuchungen an Kalanchoë (Crassulaceae): 2. Chromosomenzahlen intermediärer Formen. Willdenowia 15: 157-166
- 1989. Kalanchoë deficiens var. glabra (Crassulaceae), eine neue Varietät aus Jemen. Willdenowia 18: 423-426
- Gerloff, J., Raadts, E., Timler, F.K. Dr. Friedrich Walter Domke (19.10.1899-28.7.1988). Willdenowia 19: 5-12
- Cytotaxonomische Untersuchungen an Kalanchoë (Crassulaceae): 3. Chromosomenzahlen ostafrikanischer Kalanchoë-Sippen. Willdenowia 19: 169-174
- 1995. Über zwei Kalanchoë-Arten (Crassulaceae) und eine neue Varietät aus dem Jemen. Willdenowia 25: 253-259

- La abreviatura «Raadts» se emplea para indicar a Edith Marie Raadts como autoridad en la descripción y clasificación científica de los vegetales.[1]